# 里卡尔多·卡拉菲奥里
里卡尔多·卡拉菲奥里（義大利語：Riccardo Calafiori，2002年5月19日—），意大利职业足球运动员，司职後衛，效力于英超俱乐部阿仙奴和意大利國家足球隊。

## 俱乐部生涯

### 罗马
卡拉菲奥里出身于羅馬青年队，2018年6月16日与罗马签下生涯第一份合约。10月2日，卡拉菲奥里遭受严重的膝盖伤，左膝、半月板和关节囊的所有韧带断裂，职业生涯几乎葬送。休息了将近一年后，2019年9月16日，卡拉菲奥里在对阵切沃维罗纳的联赛中归队，帮助球队6比3战胜对手。一个月后，卡拉菲奥里首次征召进入一线队，参加对阵AC米兰的联赛。
2020年8月1日，卡拉菲奥里首次代表罗马出战，在意甲联赛中3比1客场战胜尤文图斯。比赛期间，卡拉菲奥里夺得金曲点球机会，助攻迭戈·佩羅蒂进球，本人则通过接应角球远射破门，惟这次破门因球提前出界而判定无效。同年12月3日，在欧足联欧洲联赛中，卡拉菲奥里被罗马主教练保羅·方辛卡安排替补莱昂纳多·斯皮纳佐拉上场，随后在比赛中攻入职业生涯首球，帮助罗马战胜伯尔尼年轻人。
2022年1月14日，卡拉菲奥里被租借到热那亚。

### 巴塞尔
2022年8月30日，罗马宣布卡拉菲奥里正式加盟巴塞爾，双方签约三年。在之后的2022–23赛季，卡拉菲奥里加入了亚历山大·弗雷执教的巴塞尔一线队。10月9日，卡拉菲奥里首次代表巴塞尔出场，在联赛中帮助球队客场1比0击败盧加諾。

### 博洛尼亚
2023年8月31日，卡拉菲奥里重返意甲联赛，与博洛尼亚签约。在主教练蒂亞戈·莫塔的安排下，卡拉菲奥里改担任中后卫，继而成为联赛最出色的防守球员之一。
2024年5月20日，卡拉菲奥里在对阵尤文图斯的比赛头球攻入个人意甲首球，之后在第75分钟被换下，结果博洛尼亚连输三球，最终被3比3战平。纵观整个赛季，卡拉菲奥里帮助博洛尼亚打进欧洲冠军联赛，是1964–65赛季以来的第一次，同时取得意甲前五。

### 兵工廠
2024年7月29日，卡拉菲奥里與英超俱乐部阿仙奴簽訂了一份長期合約。
2025年3月4日，他在歐冠十六強賽中以7-1客場戰勝PSV燕豪芬的比賽中打進了他的第一個歐冠進球。
2025年8月17日，卡拉菲奧里在阿森納2025–26賽季英超聯賽的首場比賽中頭球破門，幫助球隊客場1-0戰勝曼聯。

## 国家队生涯
2021年9月3日，卡拉菲奥里首次代表義大利U21出战，在对阵卢森堡的2023年歐洲U-21足球錦標賽资格赛上替补登场，帮助意大利取得3比0大胜。
2024年5月23日，卡拉菲奥里首次获意大利國家足球隊主教练卢西亚诺·斯帕莱蒂征召，入选2024年歐洲足球錦標賽初选名单。6月4日，卡拉菲奥里首次代表意大利国家队出战，在对阵土耳其的热身赛中第85分钟替补费德里科·迪马尔科出场。
入选最终欧洲杯参赛名单后，卡拉菲奥里在6月15日参加对阵阿爾巴尼亞的小组赛，以22岁又27天的年龄，成为欧洲足球锦标赛赛场上第二年轻的意大利球员，仅次于保罗·马尔蒂尼。在西班牙的小组赛第二轮，卡拉菲奥里自摆乌龙，让意大利0比1落败。其后对阵克羅地亞的小组赛最后一轮，他在补时阶段助攻馬蒂亞·扎卡尼进球，将比分1比1扳平，让意大利以小组第二晋级八分之一决赛。然而卡拉菲奥里在这场比赛中收到一张黄牌，无法参加对阵瑞士的八分之一决赛，最终意大利0比2不敌瑞士淘汰。

## 比赛风格
身为後衛，卡拉菲奥里惯用左脚，初期担任左后卫或左翼卫，效力于博洛尼亚期间因具备利用传球范围从后场发起进攻的能力，被主教练蒂亞戈·莫塔改为中后卫，继而成为2023–24赛季意甲最优秀的防守球员。从战术层面来看，卡拉菲奥里能适应三后卫或四后卫的阵型，同时以出众的预判能力，以及利用侵略性的身体对抗来压迫对手而闻名。身为一名速度与力量兼备的球员，外界普遍赞赏他的技术、远距离射门，以及带球能力，其身高也为他空中争顶带来优势。担任后腰的时候，卡拉菲奥里可以冲到前场，从边线横传，或是通过快速反抢协助球队防守。
卡拉菲奥里被认为是其所在世代最有前途的意大利球员，入选英国《衛報》2019年评选的“全球60大足球明日之星”榜单，以及歐洲足球協會聯盟2021年评选的“50大明日之星”榜单。

## 生涯统计

### 俱乐部
最後更新：2024年5月20日
| 俱乐部         | 赛季     | 联赛     | 联赛 | 联赛 | 国家杯 | 国家杯 | 欧战 | 欧战 | 总计 | 总计 |
| 俱乐部         | 赛季     | 组别     | 出场 | 进球 | 出场   | 进球   | 出场 | 进球 | 出场 | 进球 |
| -------------- | -------- | -------- | ---- | ---- | ------ | ------ | ---- | ---- | ---- | ---- |
| 羅馬           | 2019–20  | 意甲     | 1    | 0    | 0      | 0      | 0    | 0    | 1    | 0    |
| 羅馬           | 2020–21  | 意甲     | 3    | 0    | 0      | 0      | 5    | 1    | 8    | 1    |
| 羅馬           | 2021–22  | 意甲     | 6    | 0    | 0      | 0      | 3    | 0    | 9    | 0    |
| 羅馬           | 总计     | 总计     | 10   | 0    | 0      | 0      | 8    | 1    | 18   | 1    |
| 热那亚（租借） | 2021–22  | 意甲     | 3    | 0    | —      | —      | —    | —    | 3    | 0    |
| 巴塞爾         | 2022–23  | 瑞超     | 23   | 0    | 3      | 0      | 8    | 1    | 34   | 1    |
| 巴塞爾         | 2023–24  | 瑞超     | 3    | 0    | 0      | 0      | 1    | 0    | 4    | 0    |
| 巴塞爾         | 总计     | 总计     | 26   | 0    | 3      | 0      | 9    | 1    | 38   | 1    |
| 博洛尼亚       | 2023–24  | 意甲     | 30   | 2    | 3      | 0      | —    | —    | 33   | 2    |
| 生涯总计       | 生涯总计 | 生涯总计 | 69   | 2    | 6      | 0      | 17   | 2    | 92   | 4    |

注释
1. ↑  意大利盃、瑞士盃
2. ↑  欧足联欧洲联赛
3. 1 2 3  欧足联欧洲协会联赛

### 国家队生涯
最後更新：2025年3月20日
| 国家队 | 年份  | 出场 | 进球 |
| ------ | ----- | ---- | ---- |
| 義大利 | 2024  | 8    | 0    |
| 義大利 | 2025  | 1    | 0    |
| Total  | Total | 9    | 0    |

## 荣誉
个人
- 意甲月度最佳球员（英语：Serie A Player of the Month）：2024年5月[42]
- 意大利甲組足球聯賽最佳陣容：2023–24[43]